# Вайман, Михаил Израилевич
Михаи́л Изра́илевич Ва́йман (3 декабря 1926, Новый Буг — 28 ноября 1977, Ленинград) — советский скрипач и музыкальный педагог. Профессор Ленинградской консерватории (1966). Заслуженный артист РСФСР (1957).

## Биография
Родился 3 декабря 1926 года в городе Новый Буг.
Окончил Ленинградскую консерваторию, ученик Юлия Эйдлина. В марте 1943 года принял участие в концерте юных музыкантов в рамках празднования 80-летия консерватории в Ташкенте.
Концертировал с 1945 года. Завоевал вторые премии Международного конкурса имени Баха (Лейпциг, 1950) и имени королевы Елизаветы (Брюссель, 1951). Выступал также в составе фортепианного трио с Павлом Серебряковым и Мстиславом Ростроповичем.
С 1949 года преподавал в Ленинградской консерватории, с 1966 года — профессор, с 1970 года — заведующий кафедрой. Среди учеников Ваймана, в частности, Михаил Гантварг, Зиновий Винников, Филипп Хиршхорн, Александр Канторов, Сергей Стадлер, Томас Зандерлинг и другие.
Умер 28 ноября 1977 года в Ленинграде.

## Исполнения
Среди записей Ваймана — скрипичные концерты И. С. Баха, Антонио Вивальди (в том числе «Времена года»), Йозефа Гайдна, Вольфганга Амадея Моцарта, Яна Сибелиуса, сонаты Белы Бартока, Людвига ван Бетховена, Эжена Изаи, Сергея Прокофьева, Мориса Равеля, а также произведения советских композиторов (О. Евлахова, Б. Арапова, Б. Клюзнера, А. Мачавариани и др.).

## Награды
- Заслуженный артист РСФСР (1957);
- Профессор Ленинградской консерватории (1966).

## Память
- Михаилу Вайману посвятил свою «Сонату для скрипки и фортепиано» Вениамин Баснер.